# Années 1570 av. J.-C.
Les années 1570 av. J.-C. couvrent les années de 1579 av. J.-C. à 1570 av. J.-C.

## Évènements

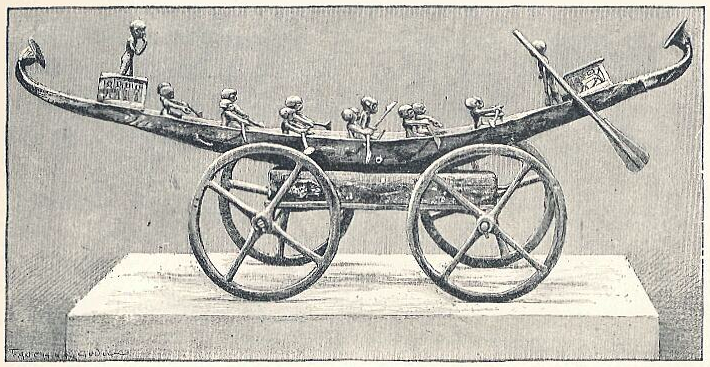
Barque votive en or découverte près du sarcophage d'Iâhhotep, mère de Kamosé et d'Ahmôsis Ier

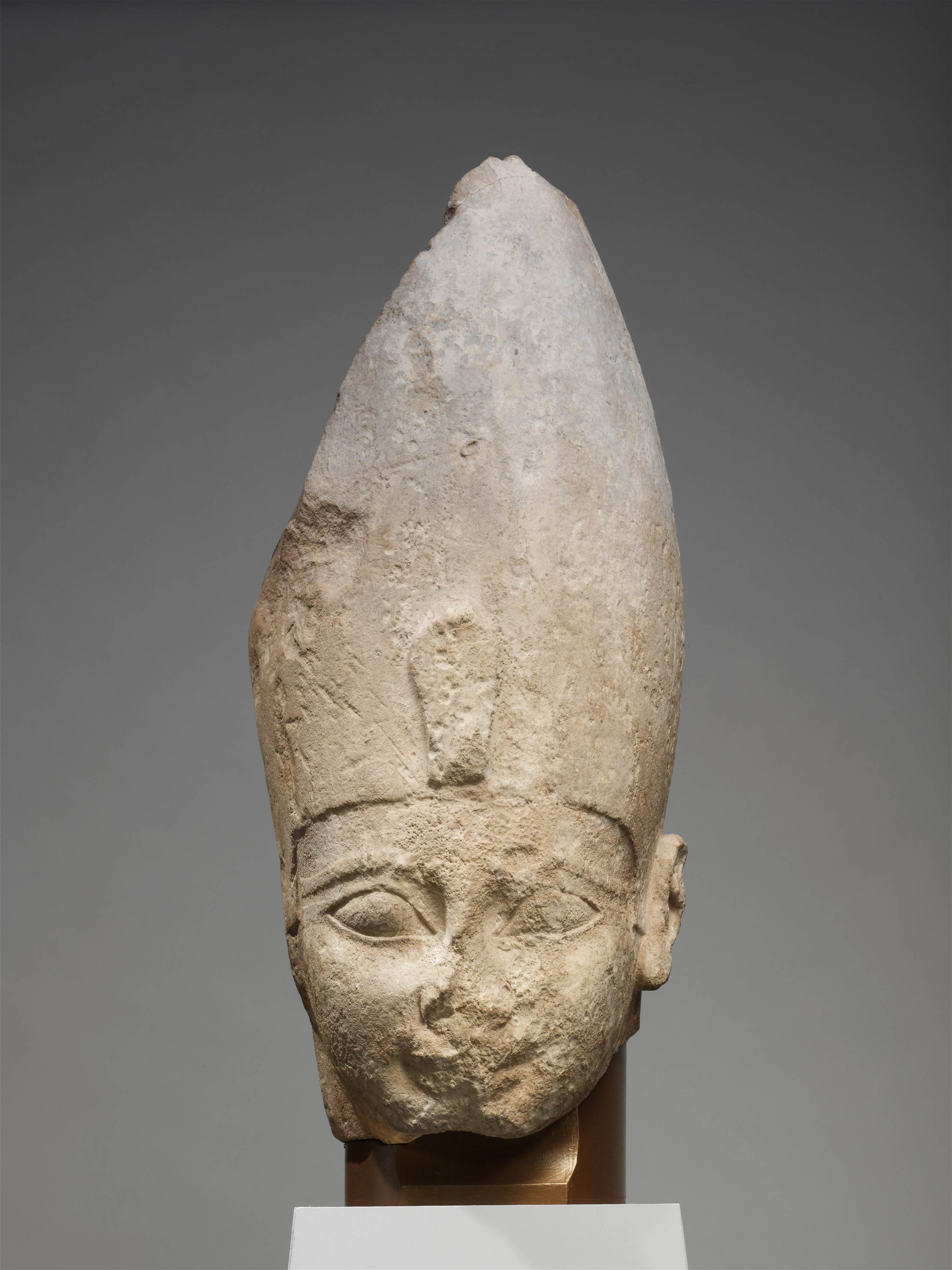
Tête d'Ahmôsis Ier, Metropolitan Museum of Art

- 1580-1570 av. J.-C.[1] : règne de Atta-merra-halki, roi d’Élam[2].
- Vers 1580 av. J.-C.[1] : règne de Ishme-Dagan II, roi d’Assyrie.
- Vers 1576-1570 av. J.-C.[3](ou 1554-1550 av. J.-C.[4]) : date présumée du règne de Kamosé (Kamès ou Kamosis), dernier roi de la XVIIe dynastie thébaine[5]. Après une expédition préalable contre Koush, il reprend la lutte contre les Hyksôs. Il est victorieux d’Apopi à Neferousy, au nord d’Hermopolis. Apopi s’enfuit jusqu’à Avaris, sa capitale. Il cherche l’alliance du roi de Koush pour prendre Kamosis à revers et envoie un messager par la route des oasis, qui est intercepté par les Thébains. Kamosis contre attaque, et chasse les Hyksôs de la Moyenne-Égypte. Il place un prince royal sur la Nubie. Il fait reculer les Hyksôs jusque devant les murs d’Avaris mais meurt avant la prise de la ville[4].
- Vers 1570-1546 av. J.-C.[3],[6] : date présumée du règne d'Ahmôsis Ier. Il épouse sa sœur Ahmès-Néfertary et fonde la XVIIIe dynastie (1550-1307 av. J.-C.). Son règne marque le début du Nouvel Empire égyptien (fin en 1085 av. J.-C.[7]). Trop jeune lors de son avènement, il est incapable de consolider les gains territoriaux de son père Kamosé et les Hyksôs prennent Héliopolis ; il reste pendant dix ans sous la régence de sa mère Iâhhotep qui consolide son royaume et prépare une expédition vers le nord[8].
  - Ahmosis achève l’œuvre de son prédécesseur Kamosé. L’an 11 de son règne, il reprend Héliopolis, Silé et met le siège devant Avaris qui est prise. Les Hyksôs sont chassés d'Égypte. Ahmosis les poursuit jusqu’à Sharouhen, en Canaan (peut-être Tell el-Farah ou Tel el-Ajjul, au sud de Gaza) qui est prise après trois ans de siège. Puis, pour assurer la protection de l’Égypte, il remonte vers le nord, jusqu’en Phénicie, peut être jusqu’à l’Euphrate[9].
  - L’an 15 de son règne, Ahmosis est contraint par des révoltes de marcher sur la Nubie, qu’il soumet. Il nomme Ahmès Satayit vice-roi (fils royal de Koush), et l’installe à Bouhen, qui fortifiée, devient la capitale de la Nubie[8]. Il est assisté de deux gouverneurs, un pour la Basse-Nubie (Ouaouat) et un pour la Haute-Nubie (Koush). Sous leur autorité, une administration hiérarchisée reste calquée sur le modèle égyptien, tout en laissant en place certaines structures tribales, en particulier dans les régions nouvellement conquises, au-delà de la IIIe cataracte.
  - La capitale égyptienne est transférée à Thèbes, où Amon est honoré. Après ses victoires, Ahmosis réorganise l’administration de l'Égypte. Il fait entretenir les canaux, favorise le commerce, rouvre les carrières, et entreprend de grandes constructions (Bouhen, Karnak, Hermonthis, Abydos, Memphis). La conscription est généralisée.
  - Un culte important est rendu au pharaon Ahmosis et à sa femme, Ahmosis-Néfertari, qui reçoit le titre de Divine adoratrice d'Amon[10].